# Mananara Avaratra
Mananara Avaratra ou Mananara Nord est une ville et commune urbaine de Madagascar, chef-lieu du district de Mananara Avaratra, dans la région d'Ambatosoa.
Code postal 511.

## Géographie
Le climat est de type subéquatorial : températures chaudes et des pluies fréquentes tout au long de l'année (avec pour Mananara nord une température moyenne de 26 °C pour 3 000 mm de pluie par an).
De janvier à avril, la saison chaude est rythmée par les cyclones qui peuvent parfois être extrêmement violents. Au niveau éolien l'alizé, vent des régions intertropicales, souffle presque toute l'année.

## Transports
- Aérodrome de Mananara Nord
- Voie maritime par des vedettes rapides
- Route nationale 5, n'a de « route nationale » que de nom, car à cet endroit il s'agit d'une piste qui rend la circulation des véhicules difficile lors de fortes pluies. Seuls les chauffeurs expérimentés peuvent y conduire[2].